# Genaro Estrada
Genaro Estrada (Mazatlán, Sinaloa,  2 de junho de 1887 – Cidade do México, 29 de setembro de 1937), foi um diplomata, jornalista, bibliófilo e escritor mexicano. Foi autor da doutrina Estrada, a que chamou Doctrina Mexicana.

## Primeros años
Genaro Estrada nasceu em Mazatlán, Sinaloa, onde trabalhou como jornalista, colaborando com os jornais El Monitor Sinaloense e Diario del Pacífico, para os quais escrevei temas literários e históricos. Foi correspondente de guerra no estado de Morelos. Mudou-se para a Cidade do México em 1912, onde foi professor na Escola Nacional Preparatória.
Fundou a efémera revista Argos e continuou a ser jornalista colaborando na Revista de Revistas.
Estrada foi secretário-geral da Sociedade Mexicana de Geografia e Estatística e presidente da Academia Mexicana de Direito Internacional. Como bibliófilo, publicou de forma póstuma a obra Apuntes para la historia de Sinaloa, de Eustaquio Buelna; localizou e divulgou fontes documentais para a história social e literária do México, segundo os modos de Francisco Sosa Escalante e Joaquín García Icazbalceta. Colecionou livros e manuscritos raros; os seus amigos chamavam-lhe "el Gordo".

## Carreira política
Colaborou com o governo da República, na era posterior à Revolução Mexicana; chefiou a "Oficina de Publicaciones de la Secretaria de Industria y Comercio", en 1917. Ocupou a "Oficialía Mayor" da Secretaria de Relações Externas, em 1921. Seis anos mais tarde foi nomeado subsecretário das Relações Exteriores, e de 1930 a 1932, foi o titular da chancelaria, periodo durante o qual elaborou a chamada doutrina Estrada, que apresentou à Sociedade das Nações com o nome Doctrina mexicana. No início da década de 1930 foi embaixador em Espanha, Portugal e Turquia.

## Escritor
Foi professor da Universidade Nacional Autónoma do México e membro correspondente da Academia Mexicana da Língua. Foi um dos membros fundadores da Academia Mexicana de História, onde ocupou o assento 12 de 1919 a 1937. Também publicou uma novela, Pero Galín (1926), e quatro livros mais de poesia satírica e política. Morreu na capital mexicana em 1937. Em 1973 foi declarado filho predileto do estado de Sinaloa. Os seus restos foram trasladados para a Rotonda de las Personas Ilustres em 1977. Em 24 de outubro de 1996, o seu nome foi inscrito em letras de ouro na Câmara dos Deputados do Congreso da União.

## Obras
- Nuevos poetas mexicanos (1916)
- Lírica mexicana (1919)
- Visionario de la Nueva España (1921)
- Bibliografía de Amado Nervo (1925)
- Pero Galín (1926)
- Genio y figura de Picasso (1935)
- Escalera (1929)
- Paso a nivel (1933)